# Димитрије Боди
Димитрије Боди (Београд, 1850 — Београд, 1942) био је српски новинар и дипломата.

## Биографија
Потиче из чувене београдске породице цинцарског порекла. Правничко образовање стекао је у Београду, Паризу, Берлину и Лајпцигу.
Дипломатску каријеру отпочео је у дипломатском представништву Краљевине Србије у Софији 1880, где је до 1889. вршио дужност писара, секретара и отправника послова.
Године 1889. наименован је за Српског конзула у Битољу где је остао до 1895. године. У то време је писар у конзулату у Битољу био Бранислав Нушић који је ту упознао и своју супругу Даринку, којој је Димитрије био ујак.